# 小行星7952
小行星7952（英語：7952）是一颗围绕太阳公转的小行星。1992年12月3日，A. Natori、浦田武在清水町发现了此天体。
这颗小行星的绝对星等为143.33331等。